# Едвард Ольшевський (історик)
Едвард Ольшевський (пол. Edward Olszewski; 6 березня 1942 — 4 листопада 2016) — польський історик, політолог, професор Університету Марії Кюрі-Склодовської в Любліні (UMCS).

## Біографія
Закінчив Університет Марії Кюрі-Склодовської в Любліні (UMCS), де одразу ж, 1966 року, став викладачем історії. 1972 року здобув докторський ступінь, а 1979 року здобув науковий докторський ступінь. 1994 року отримав звання професора гуманітарних наук. Був завідувачем кафедри політичних рухів факультету політології UMCS, а також проректором Вищої школи міжнародних відносин та соціальних комунікацій у Холмі. Був професором Вища школа народного господарства в Кутні і членом комітету політичних наук Польської академії наук. 

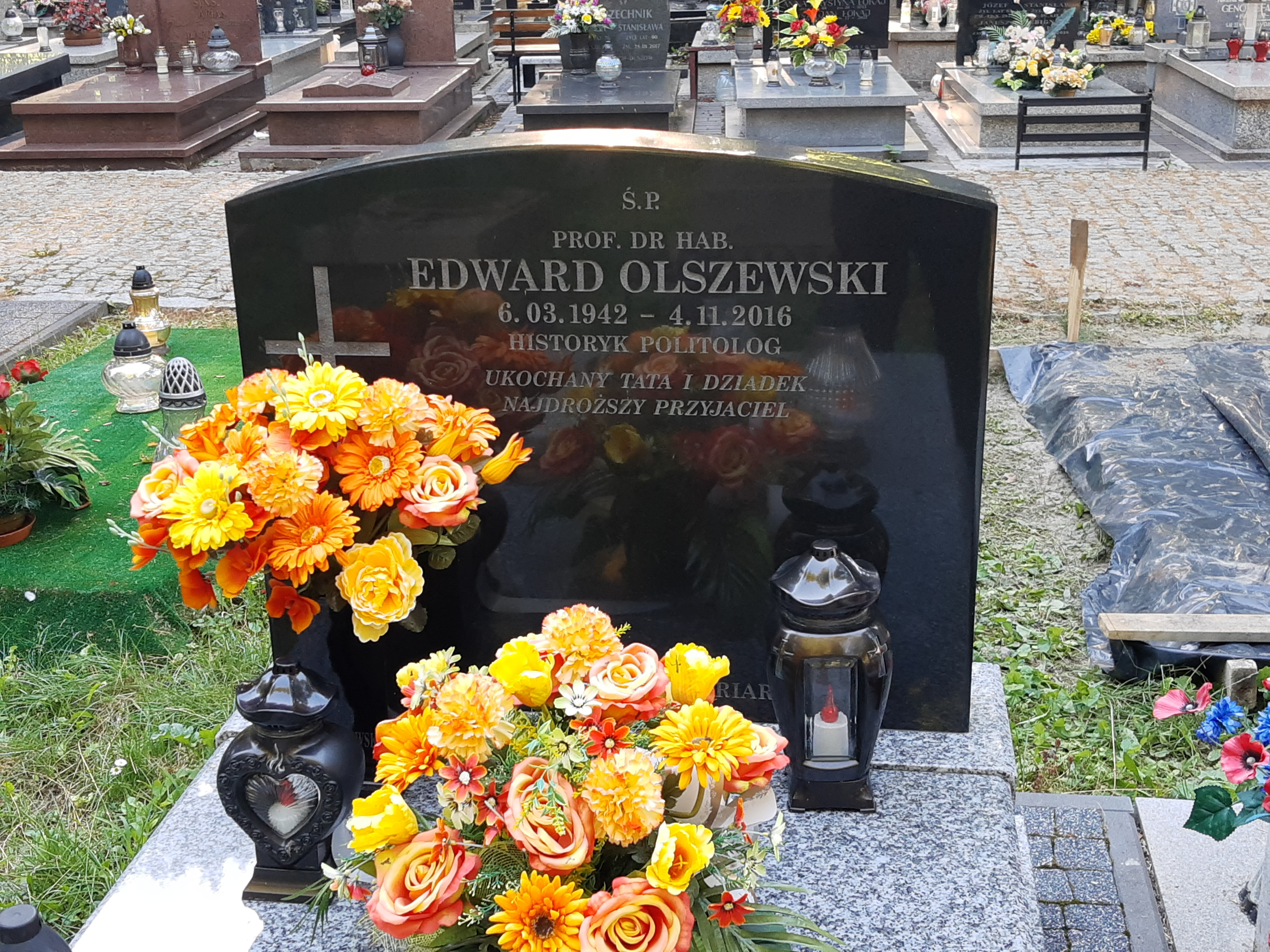
Могила професора Едварда Ольшевського на цвинтарі в Любліні біля вулиці Липової

До його наукових інтересів належали: історія політичної думки, сучасні суспільні рухи, польська еміграція та Полонія в Скандинавії.
Його було поховано в Любліні, на цвинтарі біля вулиці Липової; православна частина (квартал G-6-7).

## Вибрані книжкові видання
- Польська еміграція в Данії 1893–1993 (пол. Emigracja polska w Danii 1893–1993), Варшава-Люблін 1993, ISBN 83-85479-26-0
- Поляки в Скандинавії (пол. Polacy w Skandynawii), (ред.), Люблін 1997, ISBN 83-86195-30-4
- Ідеологія, доктрини та політичний рух сучасного лібералізму (пол. Ideologia, doktryny i ruch polityczny współczesnego liberalizmu), під редакцією Едварда Ольшевського, Зенона Тимощука, Видавництво UMCS, Люблін 2004, ISBN 83-227-2242-7
- Польська еміграція до Скандинавії у 20 ст. (пол. Polska emigracja do Skandynawii w XX wieku), Видавництво Adam Marszałek, Торунь 2008, ISBN 978-83-7611-081-3
- Поляки в Норвегії 1940–2010 (пол. Polacy w Norwegii 1940–2010), Видавництво Adam Marszałek, Торунь 2011, ISBN 978-83-7780-183-3
- Польська суботня школа Івана Павла II в Осло: 20 років на службі Полонії та Польщі (пол. Polska Szkoła Sobotnia im. Jana Pawła II w Oslo: 20 lat w służbie Polonii i Polski), Видавництво Adam Marszałek, Торунь 2008, ISBN 978-83-7441-991-8
- Фредерік Шопен і Томас Дайк Екленд Теллефсен: піаністка Малгожата Яворська з Кракова та норвежець Арендал відкривають польсько-норвезькі музичні зв'язки (пол. Fryderyk Chopin i Thomas Dyke Acland Tellefsen: polsko-norweskie więzi muzyczne odkrywa pianistka Małgorzata Jaworska z Krakowa i norweskiego Arendal), Видавництво Adam Marszałek, Торунь 2013, ISBN 978-83-7780-631-9

## Нагороди
Нагороджений лицарським хрестом Ордену Відродження Польщі, золотим Хрестом Заслуги, Медаллю Комісії народної освіти та Медаллю Пошани «Polonia Semper Fidelis».